# Eucheilota taiwanensis
Eucheilota taiwanensis är en nässeldjursart som beskrevs av Xu och Huang 1990. Eucheilota taiwanensis ingår i släktet Eucheilota och familjen Lovenellidae. Inga underarter finns listade i Catalogue of Life.